# Электрическая индукция
Электри́ческая инду́кция (электри́ческое смеще́ние) — векторная величина, равная сумме вектора напряжённости электрического поля и вектора поляризованности.
В СИ: {\displaystyle \mathbf {D} =\varepsilon _{0}\mathbf {E} +\mathbf {P} }.
В СГС: {\displaystyle \mathbf {D} =\mathbf {E} +4\pi \mathbf {P} }.
Величина электрической индукции в системе СГС измеряется в СГСЭ или СГСМ единицах, а в Международной системе единиц (СИ) — в кулонах, деленных на м² (L−2TI). В рамках СТО векторы {\displaystyle \mathbf {D} } и {\displaystyle \mathbf {H} } (напряжённость магнитного поля) объединяются в единый тензор, аналогичный тензору электромагнитного поля.

## Определяющие уравнения
Уравнения для вектора индукции в СГС имеют вид (2-я пара уравнений Максвелла)
{\displaystyle \mathrm {div} \,\mathbf {D} =4\pi \rho }
{\displaystyle \mathrm {rot} \,\mathbf {H} ={4\pi  \over c}\mathbf {j} +{1 \over c}{\frac {\partial \mathbf {D} }{\partial t}}}
В СИ
{\displaystyle \mathrm {div} \,\mathbf {D} =\rho }
{\displaystyle \mathrm {rot} \,\mathbf {H} =\mathbf {j} +{\frac {\partial \mathbf {D} }{\partial t}}}
Здесь {\displaystyle \rho } — плотность свободных зарядов, а {\displaystyle \mathbf {j} } — плотность тока свободных зарядов. Введение вектора {\displaystyle \mathbf {D} }, таким образом, позволяет исключить из уравнений Максвелла неизвестные молекулярные токи и поляризационные заряды.

### Материальные уравнения
Для полного определения электромагнитного поля уравнения Максвелла необходимо дополнить материальными уравнениями, связывающими векторы {\displaystyle \mathbf {D} } и {\displaystyle \mathbf {E} } (а также {\displaystyle \mathbf {H} } и {\displaystyle \mathbf {B} }) в веществе. В вакууме эти векторы совпадают, а в веществе связь между ними зачастую предполагают линейной:
{\displaystyle D_{i}=\varepsilon _{0}\sum \limits _{j=1}^{3}\varepsilon _{ij}E_{j}}.
Величины {\displaystyle \varepsilon _{ij}} образуют тензор диэлектрической проницаемости. Он может зависеть как от точки внутри тела, так и от частоты колебаний электромагнитного поля. В изотропных средах тензор диэлектрической проницаемости сводится к скаляру, называемому также диэлектрической проницаемостью. Материальные уравнения для {\displaystyle \mathbf {D} } приобретают тогда простой вид:
{\displaystyle \mathbf {D} =\varepsilon _{0}\varepsilon \mathbf {E} }.
Имеются среды, для которых зависимость между {\displaystyle \mathbf {D} } и {\displaystyle \mathbf {E} } является нелинейной (в основном — сегнетоэлектрики).

### Граничные условия
На границе двух веществ скачок нормальной компоненты {\displaystyle D_{n}} вектора {\displaystyle \mathbf {D} } определяется поверхностной плотностью свободных зарядов:
{\displaystyle D_{2n}-D_{1n}=4\pi \sigma (\mathbf {r} )\,} (в СГС)
{\displaystyle D_{2n}-D_{1n}=\sigma (\mathbf {r} )\,} (в СИ),
где {\displaystyle \mathbf {r} } — точка на поверхности раздела, {\displaystyle \mathbf {n} } — вектор нормали к этой поверхности в данной точке (ориентированный из первой среды во вторую), {\displaystyle \sigma (\mathbf {r} )} — поверхностная плотность свободных зарядов. 
Для диэлектриков такое уравнение означает, что нормальная компонента вектора {\displaystyle \mathbf {D} } непрерывна на границе сред. Простого уравнения для касательной составляющей {\displaystyle \mathbf {D} } записать нельзя, она должна определяться из граничных условий для {\displaystyle \mathbf {E} } и материальных уравнений.